# ベイエリア・スラッシュメタル
ベイエリア・スラッシュメタル、もしくはベイエリア・スラッシュは、1980年代にカリフォルニアのサンフランシスコ・ベイエリアで結成され、世界的な地位を獲得したヘヴィメタルバンドのブームを指す。このベイエリアのシーンは、フロリダ南部と並んで、アメリカのスラッシュメタルやデスメタル発祥の地として広く認知されている。

## 音楽的特徴

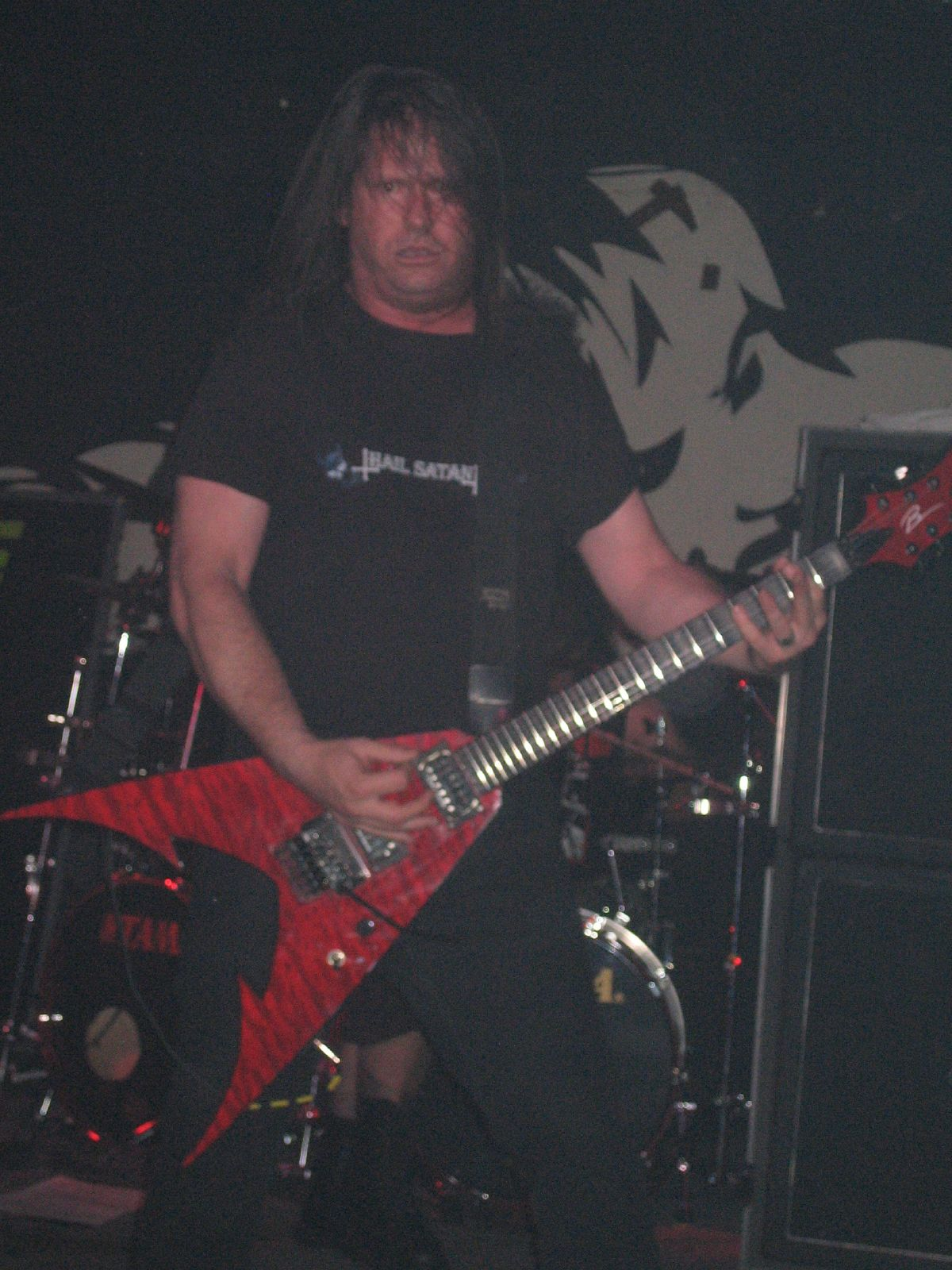
エクソダスのギタリストでありソングライターのゲイリー・ホルト。2005年のコンサートにて。

### 影響
1980年代は世界各地で多様なスラッシュメタルシーンが栄えた時代であり、それぞれが固有のスタイルを持っていた。ダーク・エンジェルのギタリストジム・ダーキンは、サンフランシスコ・ベイエリアにおけるスラッシュメタルシーンの音楽性を「よりメロディアスで、クランチ（＝バリバリかみ砕く）」と表現している。
初期ベイエリアスラッシュシーンにおける傑出したバンドは、NWOBHMや初期パンク・ロックから強い影響を受けていることが多かった。エクソダスのギタリストゲイリー・ホルトはIan KallenとRon Quintanaがパーソナリティを務めていたKUSFのラジオ番組でタイガース・オブ・パンタン、ダイアモンド・ヘッド、エンジェル・ウィッチ、ヴェノム、バッジーなどを知ったと述べている。ハメット、ヘットフィールド、ウルリッヒもミスフィッツ、G.B.H.、ディスチャージなどのパンクバンドに加え、ヴェノムとバッジーを重要な影響元としてあげている。『キル・エム・オール』や『ボンデッド・バイ・ブラッド』などのアルバムにはこのような影響が色濃く出ている。
Attitude Adjustmentのとったクロスオーバー・スラッシュというスタイルは多くのグラインドコアバンドに影響を与えた。グラインドコアを作り上げたナパームデスもAttitude Adjustmentの「Dope Fiend」やHiraxの「Hate, Fear and Power」をカバーしている。オレンジカウンティを拠点としていたHiraxもベイエリアシーンとつながりを持っており、Ruthie's Innでライヴを行なったこともある。また、過去にはポール・バーロフやロン・マクガヴニーがメンバーにいたこともあった。
ロングアイランド出身のマルチプレイヤーであるジョー・サトリアーニは音楽講師としてのキャリアを追求するため、1978年にバークレーへと拠点を移している。基本的にサトリアーニ本人はブルースから影響を受けた人物であり、ヘヴィメタルを専門としたこともなかったが、サトリアーニの生徒の多くはベイエリアシーンにおいてギタリストとして先駆的な人物となっている。例えば、彼の門下にはメタリカのカーク・ハメット、ポゼストのラリー・ラロンデ、テスタメントのアレックス・スコルニック、エクソダスのリック・ヒューノルト、ラーズ・ロキットのフィル・ケトナー、T-Rideのジェフ・タイソンなどがいる。サトリアーニはポゼストが1987年発表した『The Eyes of Horror』のプロデュースも行なっている。
ポゼストのジェフ・ベセーラは初期エクソダス、ヴェノム、モーターヘッドをインスピレーションとしてあげ、モーターヘッドのベースヴォーカルを務めていたレミー・キルミスターから最も影響を受けたと語っている 。オールミュージックはポゼストが1985年に発表した『Seven Churches』の音楽的な影響元としてスレイヤーをあげているが、スレイヤーの1stアルバムがリリースされたのは、ポゼストのメンバーがデモやデビューアルバムに収録される楽曲をすでに書き終えた後の1983年の12月のことである。しかし、ポゼストの元メンバーブライアン・モンタナは、ギタリストのマイク・トラオがポゼストを「スレイヤーのような外見」にしようとしていたと証言している。モンタナはこれを手垢にまみれたアイデアだとして退けている。モンタナ自身はアイアン・メイデン、ジューダス・プリースト、イングヴェイ・マルムスティーン、ジョー・サトリアーニに加え、初期エクソダスを影響元としてあげている。

### イメージ、テーマ、哲学、ライフスタイル
ヘヴィメタルの用いるイメージに関して、セイダスの結成メンバーであるスティーヴ・ディジョルジオは次のように説明している。
高校でダンス以外の音楽とか、周りとかなり違うこと、例えばほら、ロック、ヘヴィメタル、ハードロックとかそういうのをやろうとするんだったら、そういう格好をする必要があった。いかにもワルなんだぜ〜って格好をしなきゃいけなかったんだけど、俺たちは普通の見た目だったよ。(中略)別にみんなの印象に残ろうとしてたとかじゃなくて、そういう風に振る舞おうとするやつらをチキン野郎だと思ってたんで。(中略)ただ普通の服を着てただけだし、特に意識をしたこともなかったなあ。まあ俺たちはそんな感じだったんだが、今あの頃のことを考えてみると、特にイメージなんかに拘らないエクストリームメタルのスタイルを求めてたのかもね。どんな格好してたってどうだっていいじゃん、って感じの。だから、もう少し後に知ることになるベイエリアスラッシュという新しいムーヴメントにはしっくりきたんだろうなー。
ロゴに関しては、既成のフォントを用いていた過去のメタルバンドに比べ、ベイエリアシーンに属する数多くのバンドはよりDIY的なアプローチを取った。一方で、アルバムのカバーアートにはプロのイラストレーターが採用されることもあった。
歌詞はオカルト、ホラー、死、ウィッチクラフト、戦争、破壊、暴力、黙示、反乱、専制などのテーマを扱っている。 しかし、より現代的なテーマを採り上げるバンドもいる。メタリカの楽曲「メタル・マスター」ではハードドラッグの問題が扱われており、楽曲の中のフレーズにはコカインの使用に言及している部分もある。当時、クラックブームはアメリカの数多くの都市で問題となっており、特にサンフランシスコのベイエリアは影響を受けていた。
エクソダスのメンバーは、ライヴでのパフォーマンスで、ロサンゼルスを拠点としたグラムメタルシーンへの軽蔑の念を過激な方法で表現していた。例えば、「ポーザーどもを殺せ」というフレーズはステージ上でおなじみのスローガンとして使われていた。ギタリストのゲイリー・ホルトは、当時ヴォーカリストだったポール・バーロフと共にラットやモトリー・クルーのバンドTシャツを着ている人に近づき、ポケットナイフでそのTシャツを引き裂く(もちろん、着ている人の意思がどうであろうと関係ない)、ということをよくやっていたと述懐している。そして、残った布切れは自分たちの手首に「栄誉の証」として巻きつけていたとのことである。ホルトは後にラットのファンになっているが、グラムメタルの持つイメージ先行的なメンタリティに対する批判的な考え方は変えておらず、エクソダスや他のスラッシュメタルバンドはグラムメタルと比べると、より「ミュージシャンシップ、演奏技術、作曲能力、パフォーマンス能力などに裏打ちされた」バンドであるとしている。
ヴァイオレンスは1988年のデビューアルバムをリリースする際にメジャーレーベルと契約しており、これは彼らのような第二世代のスラッシュメタルバンドにとってはまさに偉業であったが、その一方でギタリストのロブ・フリンは当時のツアーライフを次のように振り返っている。
俺たちはみんな19歳ぐらいだった。(中略) 荷物はバンに詰め込まれたし、ホテルなんて用意されてないから、人んちの床で眠り込んだりとか、そんなことばっかだった。(当時Vio-Lenceのマネージャーだった)Debbieと何日か出かけたこともあったけど、その時は最高だったよ。デニーズで飯を食えたからね。人間の限界に挑むんじゃないかってぐらいただひたすら食ってみたかったし、それもできればライヴで食いたかったんだが、そんな金なんて一銭も持ってなかった。全然稼げなかったんだよね、いや、これはマジなんだけど、多分一夜のライヴで貰えるのは50ドルとかだったよ。

## 歴史

### エクソダスとメタリカ
記録された初めてのベイエリア・スラッシュシーンのルーツは、1980年のエクソダス結成まで遡る。エクソダスがアルバムを4枚リリースするまでに、5人のギタリストとベーシストが入れ替わっており、この脱退したメンバーの中にはエクソダス同様、急成長するベイエリア・シーンの一翼を担うようなバンドを結成する者もいた。1982年の11月、エクソダスはサンフランシスコのOld Waldorfでのライヴでメタリカのオープニングアクトを務めている。当時、メタリカは南カリフォルニア出身のまだ比較的無名なバンドであり、ブライアン・スラーゲルに見出されて、彼が企画するMetal Massacreというコンピレーションアルバムの第一弾に参加したばかりであった。エクソダスはこの年、ギタリストにカーク・ハメットを擁したラインナップでデモを発表している。新しいムーヴメントが始まっているんだ、という意識は当時のシーンでもあったのかと問われて、エクソダスのゲイリー・ホルトは次のように答えている。
| 「 | うん、あったね。もちろん俺たちもただやりたいことをやっているだけのガキで、それほど深くは考えていなかったけど、新しいムーヴメントの一部なんだという自覚はあったね。80～81年の時点でスラッシュメタルをプレイしているなんてクレイジーなことだったし。 | 」 |

メタリカは最初、ロサンゼルスで結成されたが、1983年の2月には東海岸に拠点を移している。この前後に、クリフ・バートンとカーク・ハメットがそれぞれベーシストとリードギタリストとして参加しており、これが1stアルバムを発表する時のラインナップとなっている。メタリカはオールバニ・ヒル近郊のエルサリートに位置するCarlson Blvdにあった家に引っ越したが、ここは元エクソダスのマネージャーのMark Whitakerが貸してくれた場所であった。この年にムステインがクビになったので、Whitakerの勧めで元エクソダスのギタリストであったハメットが後任として参加。一方のムステインは、ロサンゼルスに戻ってメガデスを結成している。
このWhitakerの家でメンバーが暮らしている間に、メガフォース・レコードとの契約も、ファーストアルバム『キル・エム・オール』のリリースも、『ライド・ザ・ライトニング』と『メタル・マスター』の作曲やリハーサルも行なわれている。

### 地元のバンドによる交流

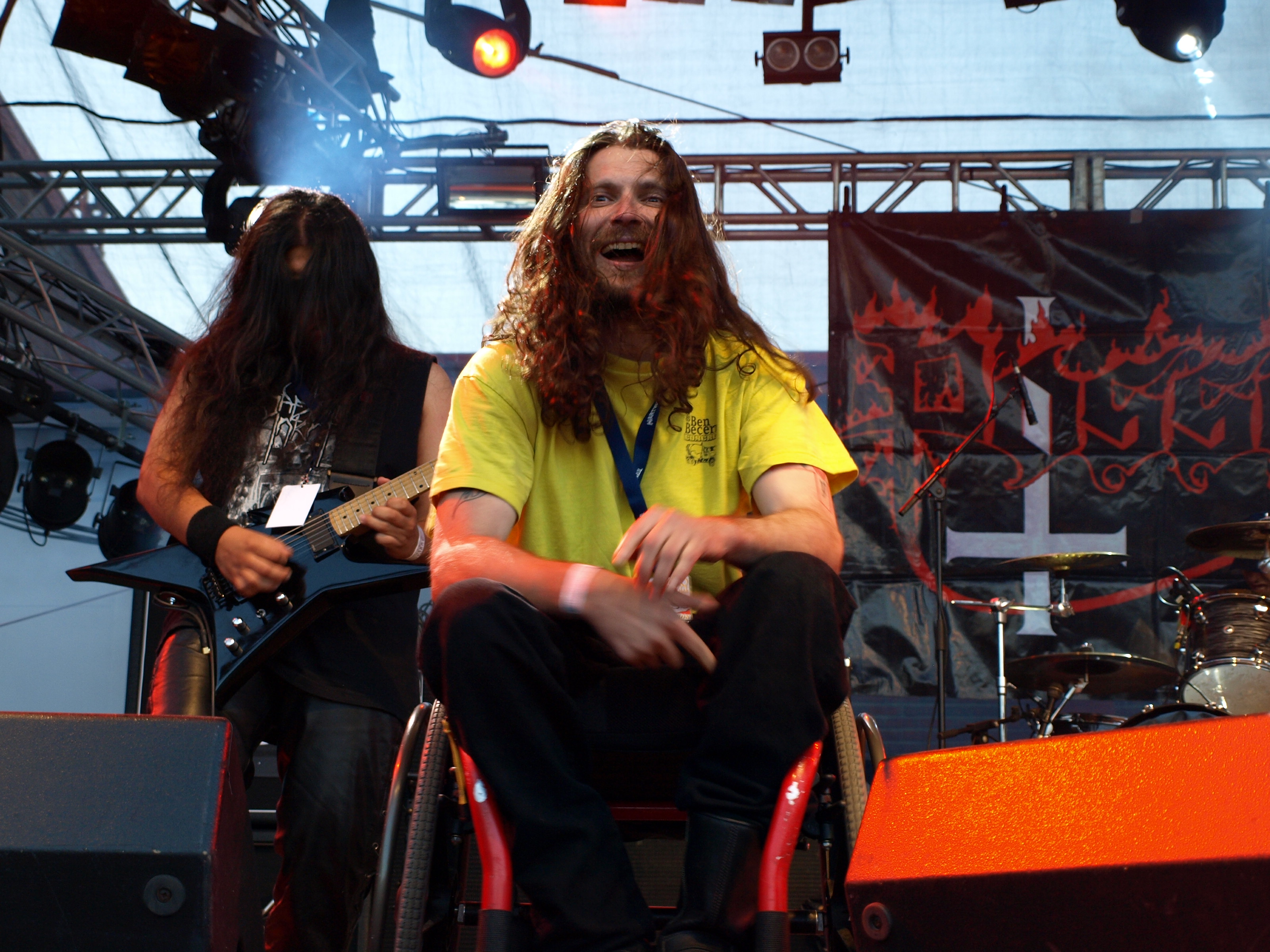
ポゼストのジェフ・ベセーラ

オークランドのエクソダス、テスタメントや、サンフランシスコのデス・エンジェルといったローカルバンドと、バートンやハメットらの友情はシーンを活性化させ、国境や海を越えたツアーやテープ・トレード、さらにレコード会社との契約にまでつながっていった。
エルソブランテ出身のポゼストが1985年に発表した『Seven Churches』はシーンのターニングポイントとなる作品だったといえよう。このアルバムは全編にわたって"吠えるようなヴォーカル"を採用し、ホラーやオカルトといった題材を扱っていたため、スラッシュメタルからデスメタルへの橋渡しとなった最初の作品であると考えられている。『Seven Churches』はブラックメタルの影響源となったが、同じくサンフランシスコのベイエリアでリハーサルが行われたデスの『Scream Bloody Gore』や、ロサンゼルスを拠点としていたスレイヤーの『レイン・イン・ブラッド』などのアルバムに先んじた作品でもあった。『Scream Bloody Gore』と『レイン・イン・ブラッド』の二作品も、スラッシュメタルとデスメタル両方のシーンに対して影響を与えたとされている。
ポゼストのメンバーは、ベイエリア・スラッシュメタルシーンの重要なミュージシャンと強い絆で結ばれていた。ヴォーカリストのジェフ・ベセーラとギタリストのラリー・ラロンデはBlizzardというスピードメタルバンドに参加していたこともある。Blizzardは、元エクソダスのベーシストのCarlton Melson、DesecrationのギタリストDanny Bolandがいたバンドである。元エクソダスのベーシストGeoff Andrewsはポゼストを結成したメンバーでもあるし、ベセーラが1983年に加入するまではポゼストのベースヴォーカルを担当していた。
ポゼストが1度目の解散をした後、ラロンデはブラインド・イリュージョンに加入する。Blind Illusionには他にエクソダスの元メンバーEvan McCaskeyやTim Agnello、当時ヒーゼンのメンバーだったMarc Biedermann、Dave Godfrey、そしてBlizzardのドラマーMike Minerらが参加していた。Blind Illusionの結成メンバーであるレス・クレイプールはメタリカの1986年のオーディションに参加したこともある。

### 他のシーンとの関係
南カリフォルニアのヘヴィメタルシーンは1970年代から発達していたが、この場所は1980年代にはスラッシュ四天王(所謂Big Four)のうちの2バンド、スレイヤーとメガデスの拠点でもあった。しかし、ロサンゼルス内のシーンでは、1980年代中頃から1990年代初頭にかけて、グラムメタルが人気を誇ることになる。

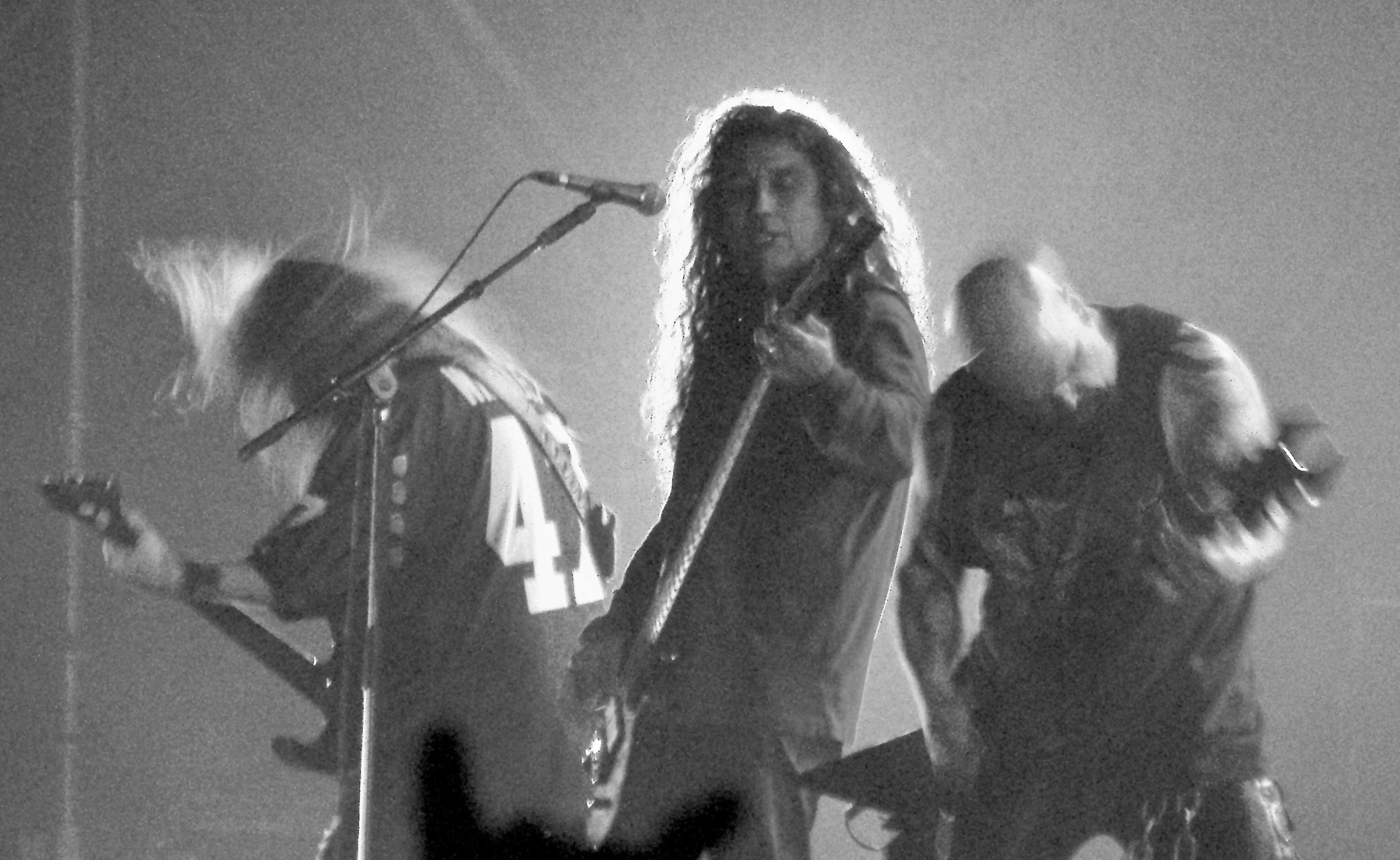
ヘルフェストに出演したスレイヤーのジェフ・ハンネマンとトム・アラヤ、ケリー・キング。スレイヤーはベイエリアで結成されたわけではないが、ベイエリアスラッシュシーンで先陣を切ったため、メガデスと並んで、ベイエリアシーンの一端を担う存在だとされることが多い。

だが、スレイヤーとメガデスはキャリアの初期にベイエリアのライヴハウスで活動を行なったことで、認知を得ていった。1984年から1985年にかけて、エクソダスとともにバークレーのRuthie's Innという場所でライヴを行なっているが、ここもベイエリアのライヴハウスである。このライヴを行なったのは、ちょうどケリーキングがメガデスでムステインとプレイしていた時期でもあった。スレイヤーを結成したジェフ・ハンネマンはオークランド出身である。ポール・ボスタフは1990年代にスレイヤーのドラマーを務めている。同様に、デイヴ・ロンバードは2004年にスレイヤーへ再加入する前にテスタメントのアルバム『ギャザリング』にドラマーとして参加している。

当時のロサンゼルスのスラッシュメタルシーンの音楽性について、ダーク・エンジェルのギタリスト ジム・ダーキンは以下のように述べている。
LAは治安が良くなかったし、LAのバンドは常に怒りを込めていた。ワイルドだったんだ。俺もケリーもジェフもサウスゲートという、治安が最悪なところで育った。金はなかったし、ムカツクことが多かったよ。
同ドラマーのジーン・ホグランは、ベイエリアのシーンはバンド同士の仲が良く団結していたが、LAのシーンはお互いにライバル心を抱いていてギスギスした雰囲気であったと証言している。
ヒーゼンのギタリストでありロス産まれのクラーゲン・ラムも、当時の状況を説明している。
当時のLAは、主要会場はグラム・バンドが席巻しハリウッドの影響下だったから、モッシュピットやステージダイビングを嫌がり貸してくれなかった。だからハードコアなバンドは、治安の良いとは言えない場所でプレイするしかなかった。そこではギャングも出入りしていて危険な状態だった。ベイエリアのように、フレンドリーなヴァイオレントとは状況が違った。
このように、ロサンゼルスとベイエリアのシーンは距離も遠く、音楽性など違う点も多かったが、その一方で交流は活発に行われていたし、スラッシュメタルへの情熱という点では共通していた、とジム・ダーキンは述べてもいる。
コンコード出身のドラマーChris Reifertは、1987年にDesecrationのライヴでゲストミュージシャンとして参加している。これに先立って、Reifertはチャック・シュルディナーとも知り合っている。シュルディナーはフロリダから、ベイエリアにあるReifertのホームタウンへとデスの拠点を移していたのである。北カリフォルニアのスラッシュシーンが盛り上がってるのを見て取ったシュルディナーは1985年にベイエリアに移り、短期間ではあるが、ドラマーのEric Brechtとコラボしている。この時、エリック・ブレヒトはちょうどクロスオーバー・スラッシュバンドのD.R.I.を抜けたばかりだった。彼は後にAttitudeにも参加している。しかし、デスがコンバット・レコードとの契約にこぎつけ、1stアルバムの『Scream Bloody Gore』をリリースすることになるのは、シュルディナーとReifertとのラインナップでのことであった。前述したように、このデビューアルバムはポゼストの『Seven Churches』と並んで、スラッシュメタルとデスメタルの橋渡しとなった作品の一つと考えられている。ちなみに、『Scream Bloody Gore』も『Seven Churches』もランディ・バーンズによってプロデュースされている。
1987年、『Scream Bloody Gore』をリリースしたシュルディナーがフロリダへと舞い戻ったすぐ後に、Reifertは自身のバンドオートプシーを結成することになる。オートプシーもデスメタルというジャンルの勃興に影響を与えた存在とみられている。オートプシーの1989年のデビューアルバム『Severed Survival』にはベーシストとしてスティーヴ・ディジョルジオが参加しているが、彼はアンティオックのスラッシュメタルバンドSadusを結成した人物である。シュルディナーもベイエリアに住んでいるときにディジョルジオと出会っており、この時の出会いがきっかけで、ディジョルジオは後にデスのアルバム『ヒューマン』と『インディヴィジュアル・ソート・パターンズ』に参加することになる。
デスメタルというジャンルにReifertが影響を与えた作品としては、1992年にリリースした『Acts of the Unspeakable』がある。このアルバムにはベーシストのJosh Barohnが参加しているが、彼はニューヨークのデスメタルバンドサフォケイションのデビューアルバム『Effigy of the Forgotten』でもベースを弾いている。

### 衰退

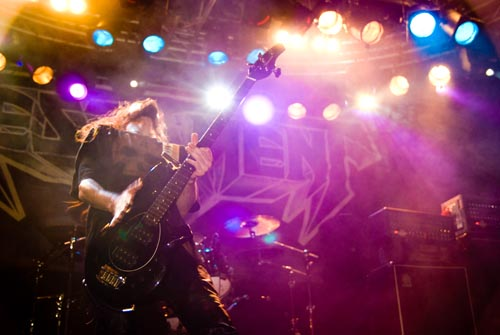
テスタメントのグレッグ・クリスチャン。2007年にベルゲンで行われたHole in the Skyフェスにて。

1990年代初頭、シーンはほとんど死に絶えていた。数多くのバンドが解散したり、活動休止を決断することとなった。活動を模索し、より売れる見込みがあると思われていた音楽ジャンルに命運を託すバンドもいた。
オークランドのスラッシュメタルバンドVio-Lenceも解散し、リードギタリストのロブ・フリンは新たにマシーン・ヘッドを結成した。のちにマシーン・ヘッドはグルーヴメタルというジャンルを広めることになる。
ポゼストも1989年に解散する。ヴォーカリストとベーシストを同時に務めていたベセーラが二人の強盗に撃たれ、下半身不随となったのちの出来事であった。元メンバーからは、バンドメンバー間での意見の食い違いも解散の原因であったという証言が出ている。マイク・トラオは翌年ポゼストを別のメンバーで再結成したが、1993年には再び活動休止に陥っている。
2008年に公開されたドキュメンタリー映画『スラッシュメタル　攻撃とスピードの暴虐史』では、グランジの勃興がスラッシュメタル衰退の原因として描かれている。1980年代から活動するスラッシュメタルのベテランバンドは1990年の時点でヨーロッパツアーを行うレベルだったが、その一方で1991年の時点では無名だったアリス・イン・チェインズは、まだ北アメリカでオープニングアクトを務める程度の存在であった。デス・エンジェルは『Act III』のリリースツアーを行う予定だったが、その前年にアリゾナで自動車事故に遭いドラマーのアンディ・ガレオンが大怪我を負ってしまう。ゲフィン・レコードは代わりのドラマーを探すように、と述べたが交渉は決裂し、結果的にデス・エンジェルは契約を解除されている。その後、バンドは解散。同年、ゲフィン・レコードはDGC Recordsというサブレーベルを立ち上げており、このレーベルの名でニルヴァーナと契約している。ニルヴァーナはアリス・イン・チェインズやパールジャム、サウンドガーデンなどと共に、1990年代初頭にシアトルで勃興したグランジシーンの代表格である。『ネヴァーマインド』がビルボードのチャートで1位を獲得したのとほぼ同時期に、エクソダスはキャピトル・レコードから契約を解除され、活動休止している。
メンバーやレーベルの変更はあったものの、テスタメントはヨーロッパツアーを行うことでスラッシュメタルの停滞期をなんとかくぐり抜け、海外で新たなファン層を確立した。セイダスのベーシストでもあるスティーヴ・ディジョルジオとジェイムズ・マーフィーはフォビドゥンやエクソダス、スレイヤーの元メンバーなどとともにテスタメントに参加している。しかし、1999年にマーフィーは脳腫瘍との診断を受け、テスタメントを脱退してしまう。
グランジの人気が凋落し、オルタナティヴ・ロックやニューメタル、ラップ・ロック、ヒップホップ、ボーイ・バンドなどが人気を博したほぼ直後に、MTVのHeadbangers Ball (この番組は1980年台後半から1990年台前半にかけてベイエリアスラッシュバンドのMVを多数紹介している)も1995年には放送を終えている。その結果、アメリカ産スラッシュメタルの露出はラジオ番組や通信販売、口コミ、インターネットなどに限られるようになった。
その一方で、ベイエリア・メタルシーンから出てきたバンドの中でも、メタリカは単に活動を継続するだけには止まらず、メインストリームまで活躍の場を広げた。スラッシュメタルや他の1980年代のメタルでさえ、世間の目から見れば縮小し始めていたのとは対照的だったといえる。メタリカはスラッシュメタル四天王のなかで唯一Clash of the Titansツアーに参加しなかったバンドである。しかし、このツアーが終わると、メタリカはガンズ・アンド・ローゼズ、フェイス・ノー・モアと共にいわゆる『ブラックアルバム』をサポートするツアーを2つ続けて行っている。このアルバムはそれまでのスラッシュメタルからハードロック寄りの音楽性への方向転換を提示し、(『ロード』、『リロード』と並んで)古くからのファンを遠ざける原因になったと考えられている。2000年4月にはナップスター論争も勃発する。テープトレードのような音源の交換文化が初期メタリカの成功要因の一つであったこともあり、メタリカはファンとメディアからさらなる批判にさらされることとなった。『ブラックアルバム』はサウンドスキャンのサービス開始以来、最も売れたアルバムの一つとして名をあげている。累計売上枚数の観点から見れば、メタリカは史上3番目に経済的に成功したヘヴィメタルバンドであり、なおかつ最も成功したスラッシュメタルバンドだといえる。メタリカが発表したアルバムの売上は通算1億枚以上にものぼる。

### 再興
2001年の8月、癌の診断を下されていたテスタメントのヴォーカリスト、チャック・ビリーと脳腫瘍で闘病中だったデスのチャック・シュルディナーを支援する目的で、再結成したベイエリア・スラッシュメタルバンドによってThrash of the Titansが開催された。デスはオーランドを拠点としたバンドだったが、シュルディナーは1980年代にバンドの拠点をサンフランシスコのベイエリアに移している。
全盛期のラインナップ(マシーン・ヘッドのロブ・フリンは除く)を揃えたヴァイオレンス、デス・エンジェル、ヒーゼン、フォビドゥン、アンスラックス、Sadus、ストームトゥルーパーズ・オブ・デス、 エクソダスらが参加した。しかし、4ヶ月後、シュルディナーは癌との戦いに敗れ、その翌年にはエクソダスのシンガーだったポール・バーロフが脳卒中により亡くなっている。だが、テスタメントのヴォーカリストだったチャック・ビリーは癌との戦いから生還した。
2005年6月9日、Thrash of the Titansの続編ともいえるコンサートThrash Against Cancerが開催され、テスタメント、ラーズ・ロキット、Hiraxが参加した。Hiraxはデス・エンジェルのギタリストTed Aguilarを加えたラインナップだった。

## 著名なライヴ会場

### The Fillmore(サンフランシスコ)
- エクソダス、1989年6月14日(この日の公演は録音され、ライヴアルバム『"Good Friendly Violent Fun"』としてリリースされている。)
- テスタメント、1995年(この日の公演は録音され、ライヴアルバム『”Live at the Fillmore"』としてリリースされている。)
- メタリカ, 2003年、2011年

### Kabuki Theatre(サンフランシスコ)
- メタリカ、1985年3月15日  [57]
- メガデス、1985年5月31日 [58]

### Keystone(バークレー)
- メガデスとスレイヤー、1984年4月15日 [59]

### Ruthie's Inn(バークレー)
このクラブは多くのパンク・ロックバンドに光を当てた会場であるが、1983年から1987年にかけて、メタリカ、メガデス、デス、スレイヤー、エクソダス、ポゼスト、ダーク・エンジェル、デス・エンジェルらが出演した場所でもあった。当時はクリフ・バートンも常連客だった。2002年には、レストランRountree'sへと改装されている。2006年12月31日、創設者のウェス・ロビンソンが逝去。享年77。
カリフォルニアに戻る前、ポートアーサー生まれのロビンソンはニューヨークのジャズ・シーンに熱中するようになり、そこでファラオ・サンダースやジョン・コルトレーンと知り合っている。1970年代のジャズがコマーシャリズムに堕したことに幻滅したロビンソンは、ハードコア・パンクに注目するようになる。Ruthie's Innと名付けられたSan Pablo Avenueの小さなクラブは、ハードコアパンクバンドを前面に押し出すために使用された。1980年代になると、ロビンソンはこの地域一帯のスラッシュメタルや初期デスメタルに興味を持つようになり、ジャンル内でも傑出したバンドをプロモートするようになる。"Berkeley Daily Planet"のOp-edは、ロビンソンは「商業的なアピールよりも、音楽が持つ新しさと独創性、ミュージシャンたちの情熱に」熱中した人物だったと追悼文を寄せている。
ここでのライブはLive at Ruthie's Innというコンピレーションアルバムとしてリリースされている。

### The Stone(サンフランシスコ)
The Stoneはクリフ・バートンが初めてメタリカとコンサートをおこなった場所であり、メガデスなど他のスラッシュメタルバンドも公演をおこなった会場である。

### The Warfield(サンフランシスコ)
1920年代にヴォードヴィル・シアターとしてオープンしたThe Warfieldでは、1980年代になると無数のスラッシュメタルバンドが公演を行った。スレイヤーが2003年に出したライヴビデオWar at the Warfieldの収録が行われた場所でもある。

### The Omni(オークランド)
- テスタメントとヴァイオレンス、1989年8月18日
- デス・エンジェル、1989年11月3日
- デス、1990年3月30日

### The Old Waldorf(サンフランシスコ)
月曜日にMetal Mondayという企画をやっていた。エクソダスのゼトロ・スーザは、「そこで初めてMetallicaを見た」といい、「Metal Mondayは、月曜日の夜だというのに、いつも超満員だった。何か新しいことが始まっているという雰囲気は、確実にあったよ。」と証言している。

## 著名なバンド
| バンド名            | 出身都市名             | 結成年                            | 脚註   |
| ------------------- | ---------------------- | --------------------------------- | ------ |
| Attitude Adjustment | ウォールナットクリーク | 1983                              | [ 67 ] |
| オートプシー        | コンコード             | 1987                              |        |
| Blind Illusion      | エルソブランテ         | 1979/1980                         | [ 68 ] |
| デス・エンジェル    | コンコード             | 1982                              | [ 69 ] |
| Defiance            | オークランド           | 1985                              | [ 70 ] |
| Epidemic            | パロアルト             | 1987                              |        |
| エクソダス          | バークレー             | 1979/1980                         | [ 71 ] |
| フォビドゥン        | フリーモント           | 1985                              | [ 72 ] |
| ヒーゼン            | オークランド           | 1984                              |        |
| Hexx                | サンフランシスコ       | 1983                              | [ 73 ] |
| ラーズ・ロキット    | バークレー             | 1982                              | [ 74 ] |
| メタリカ            | エルサリート           | 1981; ベイエリアには1983年に移動. | [ 75 ] |
| Mordred             | サンフランシスコ       | 1984                              |        |
| ポゼスト            | エルソブランテ         | 1983                              |        |
| Sadus               | アンティオック         | 1984                              | [ 76 ] |
| テスタメント        | バークレー             | 1983                              | [ 77 ] |
| Trauma              | サンフランシスコ       | 1981                              |        |
| Ulysses Siren       | サンフランシスコ       | 1985                              | [ 78 ] |
| ヴァイオレンス      | オークランド           | 1985                              | [ 79 ] |